# Domingo Urtiaga
Domingo Urtiaga o Domingo Urteaga fou un pedrapiquer valencià d'origen basc, de la primera meitat del segle xvi, que treballà en estil tardogòtic i renaixentista. Nasqué a Azpeitia (Guipúscoa) i col·laborà amb Joan Corbera en la construcció del Consolat de Mar de la llotja de València, que Urtiaga finalitzà en 1548. Aquest pedrapiquer feu el pis superior del Consolat i els medallons que s'hi poden observar. Aquest consolat, de planta rectangular i d'estil renaixentista, fou literalment adossat al costat ponentí de la llotja.
Urtiaga també construí el temple-fortalesa de Sant Bertomeu de Xàbia, acabada en 1513, i de l'església de Santa Maria de Cocentaina.